# Chołzowka
Chołzowka (ros. Холзовка) – wieś (ros. деревня, trb. dieriewnia) w zachodniej Rosji, w sielsowiecie salnowskim rejonu chomutowskiego w obwodzie kurskim.

## Geografia
Miejscowość położona jest w pobliżu rzeki Niemioda, 3,5 km od centrum administracyjnego sielsowietu salnowskiego (Salnoje), 11,5 km od centrum administracyjnego rejonu (Chomutowka), 124 km od Kurska.

## Historia
Do czasu reformy administracyjnej w roku 2010 wieś Chołzowka wchodziła w skład sielsowietu prilepowskiego, który w tymże roku został włączony w sielsowiet salnowski.

## Demografia
W 2010 r. miejscowość nie posiadała mieszkańców.